# Negayan cerronegro
Negayan cerronegro är en spindelart som beskrevs av Lopardo 2005. Negayan cerronegro ingår i släktet Negayan och familjen spökspindlar. Inga underarter finns listade i Catalogue of Life.